# Je Jong-hyun
Đây là một tên người Triều Tiên, họ là Je.
Je Jong-hyun (tiếng Hàn: 제종현; sinh ngày 6 tháng 12 năm 1991) là một cầu thủ bóng đá Hàn Quốc thi đấu ở vị trí thủ môn cho Gwangju FC.

## Sự nghiệp
Anh được lựa chọn bởi Gwangju FC ở đợt tuyển quân K League 2013.